# Lai bretone
Un lai bretone, o lai di Bretagna, conosciuto anche come lay narrativo, o semplicemente lay, è una forma di letteratura cavalleresca scritta in francese e in inglese. I lais sono brevi storie d'amore e cavalleria messe in rima (in genere 600–1000 versi), che spesso coinvolgono motivi del sovrannaturale e magico mondo celtico. La parola "lay" o “lai” si pensa derivi dall'antico alto-tedesco e/o antico medio-tedesco leich, che significa suonare, melodia o canzone. 
I primi lais bretoni sopravvissuti nella scrittura sono probabilmente i Lais di Maria di Francia, che si presume siano stati composti nel 1170-1180 da questa poetessa francese vissuta in Inghilterra tra il tardo XII e inizio XIII secolo. Dalle descrizioni contenute nei lais di Maria, e in molti lais anonimi in antico francese del XIII secolo, conosciamo l'esistenza dei primi lais di origine celtica, forse più lirici nello stile, eseguiti da menestrelli bretoni. Si pensa che questi lais lirici bretoni, nessuno dei quali ci è pervenuto, fossero introdotti da un riassunto narrativo per ambientare la scena di una canzone, e che questi "sommari" fossero diventati la base per i lais narrativi.
I primi lais bretoni scritti vennero composti in una varietà di dialetti dell'antico francese, e circa una mezza dozzina di essi sono noti per essere stati composti in medio inglese nei secoli XIII e XIV da vari autori inglesi.

## Lais in antico francese
- Lais di Maria di Francia — dodici lais canonici, la cui paternità attribuita è generalmente accettata come quella di Maria di Francia.
- I cosiddetti Lais anonimi — undici lais la cui paternità viene contesa. Mentre questi lais sono occasionalmente inframmezzati con i lais "mariani" nei manoscritti medievali, gli studiosi non concordano sul fatto che questi lais fossero stati effettivamente scritti da Maria.
- Il 'Lai della spiaggia' (in francese Lai de la plage), uno dei circa venti in antico francese tradotti in prosa in antico norvegese nel XIII secolo.  Questo lai fornisce una dettagliata descrizione commissionata da Guglielmo il Conquistatore di ciò che sembra essere un lai lirico per commemorare un periodo trascorso a Barfleur.

## Lais in medio inglese
- Sir Orfeo, Sir Degaré, Sir Gowther, Emaré e il Erl of Toulouse, tutti di autori anonimi
- Lay le Freine, una traduzione di Le Fresne di Maria di Francia
- The Franklin's Tale dai Canterbury Tales di Geoffrey Chaucer. (The Wife of Bath's Tale è talora identificato come un lai bretone, ma in realtà non contiene nessuna delle caratteristiche definenti generalmente conformi al genere.)
- Sir Launfal, di Thomas Chestre (una rivisitazione di un precedente lai in medio inglese, Landavale, esso stesso una traduzione del Lanval di Maria di Francia)